# Tuccia (Mantegna)
La vestale Tuccia  è un dipinto tempera all'uovo su tavola di pioppo (72,5x23 cm) di Andrea Mantegna, databile al 1495-1500 circa e conservato nella National Gallery di Londra.

## Storia
L'opera fa parte di quella produzione di grisaglie che caratterizzò diverse opere del maestro mantovano negli ultimi anni dalla sua carriera, dal 1495 circa fino alla morte. Tali opere rivaleggiavano con la scultura ed erano molto apprezzate nell'ambiente della corte, anche per la scarsità di grandi scultori attivi a corte e la difficoltà di procurarsi il marmo, che doveva essere importato da territori vicini con un certo esborso economico.
La tavola fa coppia con quella di Sofonisba nello stesso museo, che originariamente doveva avere misure identiche, e con due tele a Montreal Museum of Fine Arts (Giuditta e Didone), con le quali formavano il gruppo delle Donne esemplari dell'antichità. Citate tutte e quattro nell'inventario port mortem dei beni dell'ultimo duca di Mantova Carlo Federico Gonzaga nel 1542, passarono attraverso Santi Rota nelle collezioni del maresciallo Schulenburg, venendo citate in un inventario del 1738. Alcune incertezze nella ricostruzione storica sono date dalle misure che non combaciano, né con questa coppia né con quella di Montréal.
Le due tavolette londinesi vennero battute a un'asta di Christie's il 13 aprile 1775, quando vennero separate dalle altre due, entrando nelle raccolte del Duca di Hamilton e venendo infine acquistate dal museo londinese alla dispersione di quelle collezioni nel 1882.

## Descrizione e stile
Tuccia era una vestale romana, ingiustamente accusata di aver violato il voto di castità (incestum), colpa punita con una pena severissima. La vestale chiese di poter provare la sua innocenza sottoponendosi a una ordalia consistente nel tentare di raccogliere l'acqua del Tevere con un setaccio, dopo aver richiesto l'aiuto della dea Vesta. La prova riuscì e Tuccia venne ritenuta innocente.
Mantegna raffigurò la giovane col setaccio in mano, che la fece già ritenere come un'allegoria dell'Estate (intesa come raffigurazione della separazione della pula dal grano), altri vi hanno letto una virtù, la Carità. Inoltre le quattro eroine della serie fanno parte dei Trionfi del Petrarca, per cui sono legate anche da ascendenze letterarie. Longhi, citato da Garavaglia, suggerì che le due tavole londinesi potessero essere state associate all'Introduzione del culto di Cibele a Roma per le dimensioni analoghe in altezza, ma non vi è traccia documentaria che avalli tale ipotesi.
Lo sfondo è composto da una screziatura che riproduce un marmo, con in alto una ghirlanda a cui è legato un vaso contenente gigli, simbolo di Purezza. La figura di Tuccia è rappresentata a monocromo come se fosse in bronzo dorato, con alcuni virtuosismi, come l'acqua nel setaccio, rappresentata con un sottilissimo tratteggio dorato. Il panneggio ha un taglio metallico, paragonabile a quello della Madonna col Bambino tra i santi Giovanni Battista e Maria Maddalena, datata di solito agli anni 1497-1500.